# Рей, Джон (натуралист)
Джон Рей (англ. John Ray, до 1670 писал своё имя как англ. John Wray; 29 ноября 1627, Эссекс — 17 января 1705, там же) — английский натуралист. Член Лондонского королевского общества.

## Биография
Опубликовал ряд важных работ о растениях и животных, а также классическую работу в традиции натуральной теологии — Мудрость Божия, явленная в деле творения (Wisdom of God, Manifested in the Work of Creation, 1691).
В 1662 году Рей вместе со своим учеником Фрэнсисом Уиллоби отправился на западное побережье Уэльса, чтобы наблюдать выводок морских птиц.
С 1663 по 1666 годы вместе с Уиллоби Рэй объехал Нидерланды, Германию, Швейцарию и Италию. Вернувшись в Англию, они планировали опубликовать свои исследования о нескольких видах животных, чтобы попытаться приблизиться к упорядочению близкородственных родов и видов. Однако Уиллоби вскоре умер от плеврита, а Рэй на основе полученных данных опубликовывал в 1676 году книгу Уиллоби «Ornithologiae libri III», которая стала началом научной орнитологии.
В 1670 году впервые получил муравьиную кислоту, «перегонкой» рыжих муравьёв.
В книге Methodus plantarum novae (1682) первым ввёл разделение растений на двудольные и однодольные и дал первую биологическую концепцию вида.
Полемизировал по вопросам классификации растений с Жозефом Питтоном де Турнефором и Августом Ривинусом.
Исследовал влияние света на окраску растений.
В своём труде Synopsis of animals and reptiles (1693) он приводит доводы и доказательства, что киты на самом деле являются млекопитающими, а не рыбами вопреки тогда широко распространённому мнению.
Известен также как собиратель английских пословиц и поговорок.

## О нём
- Charles E. Raven. John Ray: Naturalist: His Life and Works, 1950